# Panipersebasto
Panipersebasto (em latim: πανυπερσέβαστος) foi um título cortesão bizantino criado por Aleixo I Comneno (r. 1081–1118) usando a raiz imperial sebasto (a tradução grega de Augusto). Foi sempre conferido aos membros das famílias aristocráticas intimamente ligadas à família imperial. Miguel Tarcaniota, o cunhado de Aleixo I, foi o primeiro agraciado com este título e reteve-o como quase igual ao de césar. O título permaneceu muito importante através do período Paleólogo, permanecendo logo através do césar na hierarquia, mas sob Andrônico II Paleólogo (r. 1282–1328), quando o futuro João VI foi nomeado grande doméstico, o último foi elevado acima do panipersebasto.
Segundo Pseudo-Codino, escrevendo após meados do século XIV, o panipersebasto distinguiu-se pela cor amarela de suas vestimentas: seus sapatos, seu manto (tampário), bem como sua sela foram todos amarelos, decorados com tranças de ouro. De outro modo, seu trajes se assemelhavam ao do grande doméstico, ou seja, o chapéu esciádio em vermelho e ouro, decorado com bordados no estilo clápoto, com um véu e pingentes no mesmo estilo. Alternativamente, um chapéu escarânico abobadado podia ser vestido, novamente em vermelho e ouro, com uma imagem do imperador, de pé coroado e flanqueado por anjos, dentro de um círculo de pérolas, na frente. O escarânico foi também bordado com pérolas. Uma rica túnica de seda, o cabádio, de duas cores, decorado com listras de tranças de ouro, também foi utilizado, e o cajado do ofício (dicanício) possuía botões gravados, com o primeiro de ouro simples, o segundo de ouro bordado com tranças de prata, o terceiro como o terceiro, o quarto como o segundo, etc.